# Командний чемпіонат України зі спідвею
Командний чемпіонат України зі спідвею — Командні змагання зі спідвею в Україні відбувалися у 2004, 2009 та 2010 роках, але через різні обставини, заходи цього типу не проводилися в наступні роки.

## 2004 Рік
| Місце | Команда            | Матчів | Очки |
| ----- | ------------------ | ------ | ---- |
| 1     | Технік Червоноград | 1      | 37   |
| 2     | Трофімов Рівне     | 1      | 36   |
| 3     | Ска Львів          | 1      | 29   |
| 4     | Львів/Рівне        | 1      | 15   |

## 2009 Рік
| Місце | Команда            | Матчів | Очки             | Малі очки |
| ----- | ------------------ | ------ | ---------------- | --------- |
| 1     | Шахтар Червоноград | 6      | 10 (В-5,Н-0,П-1) | +92       |
| 2     | Каскад Рівне       | 6      | 10 (В-5,Н-0,П-1) | +13       |
| 3     | Ураган Рівне       | 6      | 2 (В-1,Н-0,П-5)  | -53       |
| 4     | Ска Львів          | 6      | 2 (В-1,Н-0,П-5)  | -52       |

## 2010 Рік
| Місце | Команда                 | Матчів | Очки             | Малі очки |
| ----- | ----------------------- | ------ | ---------------- | --------- |
| 1     | Турбіна Балаково        | 5      | 10 (В-5,Н-0,П-0) | +107      |
| 2     | Шахтар Червоноград      | 6      | 8 (В-4,Н-0,П-2)  | +72       |
| 3     | Каскад Рівне            | 6      | 4 (В-2,Н-0,П-4)  | -104      |
| 4     | Ска Львів               | 5      | 0 (В-0,Н-0,П-5)  | -75       |
| 5     | Ураган Рівне (вилучено) | 1      | 0 (В-0,Н-0,П-1)  | -16       |